# Авраам Малакі
Авраам Малакі — французький поет гебрейського походження, що жив наприкінці XIII століття у Карпантрі (околиці Авіньйону). Про його високий поетичний талант висловлювались: Авраам Бедерсі в поемі «חדב המתהפבת», Ісаак Авраам Горні. Генріх Гросс приписує вступ до «Азгароту» Ібн-Гебіроля Аврааму Малакі.